# Teorema de Rivlin-Ericksen
O teorema de Rivlin-Ericksen (1955) se deve fundamentalmente a Ronald Rivlin e estabece uma limitação importante à equação constitutiva de um sólido deformável isotrópico e objetivo.

## Enunciado do teorema
O teorema afirma que sr {\displaystyle \mathbf {C} } é o tensor de resposta que relaciona o tensor gradiente de deformação F com o tensor tensão T de um material objetivo e isotrópicoo, cujo tensor gradiente de deformação é F então seu tensor tensão é dado por:
{\displaystyle T=\mathbf {C} (F)={\bar {\mathbf {C} }}(FF^{T})}
Onde:
{\displaystyle {\bar {\mathbf {C} }}:\mathbf {S_{>3}\subset {M_{3}}} \to \mathbf {S_{3}} \subset {\mathbf {M_{3}} }}
{\displaystyle {\bar {\mathbf {C} }}(E)=\beta _{0}(\iota _{E})I+\beta _{1}(\iota _{E})E+\beta _{2}(\iota _{E})E^{2}}
{\displaystyle \mathbf {M_{3}} }, conjunto de matrizes de 3×3.
{\displaystyle \mathbf {S_{3}} }, conjunto de matrizes 3×3 simétricas.
{\displaystyle \mathbf {S_{>3}} }, conjunto de matrizes 3×3 simétricas definidas positivas.
{\displaystyle \iota _{E}}, conjunto de invariantes algébricos (traço, invariante quadrático e determinante), da matriz E.
Tendo-se em conta que relação entre o tensor gradiente de deformação F, o tensor de Finger B = FFT e o tensor deformação espacial (de Almansi) De é simplesmente:
{\displaystyle B=FF^{T}=(I-2D_{e})^{-1}\,}
Onde I é a matriz identidade, pode ver-se qual é a forma mais geral possível de tensor resposta ou equação constitutiva de um material isotrópico:
{\displaystyle T=\beta _{0}(\iota _{B})I+\beta _{1}(\iota _{B})(I-2D_{e})^{-1}+\beta _{2}(\iota _{B})(I-2D_{e})^{-2}\,}

## Sólidos elásticos lineares e isotrópicos
Para o caso de sólidos elásticos lineares se pode demonstrar rigorosamente a partir do teorema de Rivlin-Ericksen que o tensor tensão T e o tensor deformação D estão relacionados por:
{\displaystyle T=\mathbf {C} (I+2D)=\lambda tr(D)I+2\mu D}
Onde λ w μ recebem os nomes de primeiro e segundo coeficientes de Lamé, e são constantes elásticas específicas de cada material. Ou seja, um sólido elástico linear tem:
{\displaystyle \beta _{0}(\iota _{D})=\lambda tr(D)-\mu ;\qquad \beta _{1}(\iota _{D})=\mu ;\qquad \beta _{2}(\iota _{E})=0\,}